# Ochthebius viridis
Ochthebius viridis é uma espécie de insetos coleópteros polífagos pertencente à família Hydraenidae.
A autoridade científica da espécie é Peyron, tendo sido descrita no ano de 1858.
Trata-se de uma espécie presente no território português.